# Diga di Kamiōsu
La diga di Kamiōsu (上大須ダム?, Kamiōsu damu) è una diga a Motosu nella prefettura di Gifu, in Giappone.